# ارتش سفید
ارتش سفید (به روسی: Бе́лая а́рмия)، یک نام مشترک جمعی برای تشکیلات مسلح جنبش سفید و دولت‌های ضد شوروی در طول جنگ داخلی در روسیه بود. هنگام ایجاد آن، از ساختار ارتش دولت موقت روسیه در روسیه استفاده شد، در حالی که تقریباً هر سازند خصوصیات خاص خود را داشت. هنر نظامی ارتش سفید مبتنی بر تجربه جنگ جهانی اول بود؛ امّا تأثیرات مهمی در ویژگی‌های جنگ داخلی برجای گذاشت.

## تاریخچه
نام «سفید» با نمادهای سفید هواداران نظام قبل از انقلاب همراه است که به زمان انقلاب فرانسه برمی‌گردد و در مقابل با نام گروه‌های گارد سرخ، و سپس ارتش سرخ. برای اوّلین بار نام «گارد سفید» در روسیه برای دسته‌های پلیس فنلاند که در سال ۱۹۰۶ برای مبارزه با جنبش انقلابی ایجاد شده بودند، استفاده شد. اعضای آن‌ها باند سفیدی را بر روی آستین خود می‌بستند. با این حال، این موضوع ارتباط مستقیمی با ارتش سفید در طول جنگ داخلی نداشت.
درست در بحبوحهٔ جنگ جهانی اوّل (۱۹۱۸–۱۹۱۴) بود که انقلاب اکتبر ۱۹۱۷ روسیه به بار نشست. روسیه انقلابی به سرعت سیاستی کاملاً در تضاد با روسیه تزاری را در پیش گرفت. آنان که تا دیروز همراه انگلستان در یک جبهه با آلمان و عثمانی می‌جنگیدند، به سرعت با آلمان‌ها پشت میز مذاکره نشستند و با انعقاد قرارداد «برست لیتوفسک» یک سال پیش از اتمام رسمی جنگ، پای خود را از جنگ جهانی اوّل بیرون کشیدند. هم‌زمان با برآمدن نیروهای انقلابی، نیروی گستردهٔ ضدانقلاب نیز سر برآورد و روس‌ها را درگیر جنگ داخلی دامنه‌داری کرد که تا چندین سال پس از پیروزی انقلاب نیز تداوم داشت.
ژنرال کورنیلوف در ژانویه ۱۹۱۸ ارتش داوطلبی مرکب از سه هزار نفر تشکیل داد و بعدها تعدادی از افرادی که با بلشویک‌ها مخالف بودند، به آنان پیوستند که این سربازها به سفیدها معروف شدند. از جمله کسانی که به ارتش سفید پیوستند، تعدادی از دانشجویان دانشکده افسری بودند که طرفدار ادامهٔ جنگ با آلمان‌ها بودند. وسعت سرزمین روسیه این امکان را به این نیروها می‌داد تا دور از دسترس سران انقلاب که هنوز زمام امور را به درستی در دست نگرفته بودند، به فعالیت بپردازند.
همچنین تعدادی از منشویک‌ها و سوسیالیست‌های انقلابی که با رفتار انحصارطلبانه و دیکتاتوری بلشویک‌ها پس از به قدرت رسیدن مخالف بودند نیز به ارتش سفید ملحق شدند. بسیاری از متعصبان کلیسای ارتدوکس روسیه، کارخانه‌داران و مالکانی که اموال و اراضی آنان مصادره شده بود و بازماندگان سلطنت‌طلبان نیز از جمله ملحق‌شوندگان به سفیدها بودند.
سال ۱۹۱۹ اوج موفقیت‌های روس‌های سفید بود. ارتش سفید که ژنرال دنیکن به عنوان رهبر شاخهٔ داوطلبان آن اسم و رسم بلندآوازه‌ای یافته بود، در تابستان این سال اوکراین را تصرف کرد و تا نزدیک مسکو با موفقیت پیش رفت که در آنجا از ارتش سرخ شکست خورد.
سرانجام روس‌های سفید در برابر بلشویک‌ها شکست خوردند و انقلاب اکتبر پیروزی خود را نهایی کرد. قشون دنیکین با همهٔ حمایت‌های مادّی و معنوی که از متفقین دریافت داشت، در برابر قوای سرخ شکست خورد و کشتی‌های خود را از دست داد.

### ارتش داوطلب و ارتش دون
پس از انقلاب اکتبر، ژنرال‌های دستگیر شده لاور کورنیلوف، آنتون دنیکین، سر، ئی مارکوف و دیگران قبل از برکناری توسط فرمانده کل قوا نیکولای دوخونین آزاد و به دون نزد آتامان الکسی کالدین رفتند. منطقهٔ دون قدرت شوروی را رها کرد و استقلال را «قبل از تشکیل یک دولت در سراسر کشور و به رسمیت شناخته شده توسط مردم» اعلام کرد. اوّلین ارتش سفید توسط میخائیل الکسیف ایجاد شد و آن را «سازمان الکسیف» نامید. افسران به صورت داوطلبانه در آنجا استخدام شدند. یک ارتش داوطلب از اعضای این سازمان ایجاد شد. ژنرال‌ها الکسی کالدین و لاور کورنیلوف به او پیوستند. سه ماه بعد، در آوریل ۱۹۱۸، شورای دفاع از میزبان دون ارتش دون را تشکیل داد. در ماه مه ۱۹۱۸، تیپ دروزدوف از جبهه رومانی به ارتش داوطلب پیوست.
در میان کسانی که به دون آمدند، شخصیت‌های عمومی بودند. بوریس ساوینکوف، رئیس سابق سازمان رزمی حزب انقلابیون سوسیالیست، که اتحادیه دفاع از سرزمین مادری و آزادی را تحت ارتش داوطلب تشکیل داد، نیز در آنجا بود. رهبران نظامی و قزاق‌ها نسبت به حضور وی واکنش منفی نشان دادند.
یکی از اوّلین کسانی که به سازمان الکسیف پیوست، واسیلی شولگین معروف بود که بعداً تحت نظر دنیکین به عضویت جلسه ویژه درآمد.